# Кауппи, Эева
Эева Оттилия Кауппи (фин. Eeva Ottilia Kauppi, 31 января 1921 Кокемяки — 26 ноября 2008 Вааса) — финский психиатр и политический деятель национальной коалиции. Дипломированный специалист в области медицины (1949), психиатр (1958) и судебный психиатр (1979). С 1963 по 1992 год главный врач больницы Старая Вааса (бывшая больница Мустасаари).
Будучи членом национальной коалиции, была избрана членом парламента от округа Вааса на парламентских выборах 1970 года. Была членом парламента 13 лет до парламентских выборов 1983 года. Была членом городского совета Ваасы в течение 28 лет, частично в качестве председателя совета.
Была удостоена звания медицинского советника (Lääkintöneuvos) в 1983 году.
Кауппи скончалась от травм, полученных в результате падения в центральной больнице Вааса.